# Albert Suhr
Albert Suhr (* 9. Dezember 1920 in Hamburg; † 13. Juli 1996) war ein deutscher Arzt und Angehöriger der Widerstandsgruppe der Weißen Rose Hamburg.

## Leben
Albert Suhr entwickelte schon als Schüler eine  pazifistische Grundhaltung und stand dem Nationalsozialismus kritisch gegenüber. Nach außen passte er sich zunächst dem Regime an. Suhr war von 1933 bis 1938 Mitglied der Hitlerjugend, schloss sich danach der SA an und trat zu Beginn seines Studiums dem Nationalsozialistischen Deutschen Studentenbund bei, und zwar deren Kameradschaft Otto von Bismarck.
Nach der Aufnahme des Medizinstudiums an der Hamburger Universität lernte er die Buchhändlerin Hannelore Willbrandt kennen, die seine Ablehnung der herrschenden Verhältnisse teilte. Beide kamen in Kontakt zu einem kleinen Kreis oppositioneller Studenten um Heinz Kucharski, Reinhold Meyer und Margaretha Rothe. Gemeinsam lasen und diskutierten sie Werke verbotener Schriftsteller, erörterten künstlerische und philosophische Fragen und besuchten Vorlesungen des Pädagogen Wilhelm Flitner. Albert Suhr, der sich zu dieser Zeit als Anarchist verstand, stellte die Verbindung her zu einem Kreis widerständiger junger Ärzte, der sich unter dem Namen candidates of humanity am  Universitäts-Krankenhaus Eppendorf (UKE) gebildet hatte. Dort lernte er auch den Assistenzarzt Frederick Geussenhainer kennen, mit dem ihn fortan eine intensive Freundschaft verband. Im Frühjahr 1943 gelangte das dritte Flugblatt der Weißen Rose nach Hamburg, das er gemeinsam mit seinen Freunden abschrieb und verbreitete.
Albert Suhr wurde am 13. September 1943 von der Gestapo verhaftet, im November 1944 überstellte man ihn als Untersuchungshäftling des Volksgerichtshofs an das Landgerichtsgefängnis Stendal. Er wurde im Teilverfahren des Gesamtkomplexes der Weiße-Rose-Prozesse gemeinsam mit Hannelore Wilbrandt, Ursula de Boor, Wilhelm Stoldt und Felix Jud wegen Vorbereitung zum Hochverrat, Feindbegünstigung und Wehrkraftzersetzung angeklagt. Die Hauptverhandlung fand am 19. April 1945 vor dem Volksgerichtshof in Hamburg in seiner Abwesenheit statt. Er war bereits am 12. April 1945 durch amerikanische Truppen in Stendal befreit worden.
Nach dem Zweiten Weltkrieg praktizierte Suhr als Arzt und lebte in Hamburg. Im November 1964 wurde er wegen Unzurechnungsfähigkeit in eine Heilanstalt eingewiesen, nachdem in seiner Praxis zwei Frauen nach missglückten Schwangerschaftsabbrüchen verblutet waren. Suhr stand in dieser Zeit unter dem Einfluss des Aufputschmittels Phenmetrazin (Preludin).
Albert Suhr arbeitete in den frühen 1980ern in einer Klinik in Bad Sachsa. Er starb im Juli 1996 mit 75 Jahren.